# Баринг, Нора
Нора Баринг (англ. Norah Baring, урождённая Нора Бейкер Минни, (англ. Norah Minnie Baker); 26 ноября 1905 — 8 февраля 1985) — английская актриса кино. Самой известной её ролью является Диана Баринг в триллере Альфреда Хичкока Убийство! (1930). Она также известна по главной женской роли в немом триллере Энтони Асквита «Коттедж в Дартмуре» (1929). До того как стать актрисой Баринг училась в школе изобразительного искусства. Прекратила сниматься в 1930-х годах. Была трижды замужем.

## Избранная фильмография
- 1928 — Подземка / Underground
- 1928 — / Parisiskor
- 1929 — Небесный город
- 1929 — Сбежавшая принцесса
- 1929 — Коттедж в Дартмуре
- 1930 — Убийство! / Murder! — Диана Баринг
- 1930 — / Should a Doctor Tell?
- 1930 — / Two Worlds
- 1930 — / At the Villa Rose
- 1931 — / The Lyons Mail
- 1933 — / Strange Evidence
- 1933 — Дом Трента / The House of Trent
- 1934 — Маленький незнакомец